# Бренуј
Бренуј (фр. Brenouille) насеље је и општина у североисточној Француској у региону Пикардија, у департману Оаза која припада префектури Клермон.
По подацима из 2011. године у општини је живело 2102 становника, а густина насељености је износила 487,7 становника/km². Општина се простире на површини од 4,31 km². Налази се на средњој надморској висини од 31 метар (максималној 108 m, а минималној 27 m).

## Демографија
| 1720. | 1791.            | 1806. | 1831.            | 1946. | 1962. | 1968. | 1975. | 1982. | 1990. | 1999. | 2011. |
| ----- | ---------------- | ----- | ---------------- | ----- | ----- | ----- | ----- | ----- | ----- | ----- | ----- |
| 165   | 224 (45 maisons) | 256   | 206 (67 maisons) | 257   | 356   | 374   | 428   | 860   | 1.843 | 2.223 | 2.102 |

График промене броја становника у току последњих година